# Partij voor de Dieren
De Partij voor de Dieren (afgekort: PvdD) is een Nederlandse politieke partij met een ecologistische signatuur.
De partij werd opgericht op 28 oktober 2002 en heeft als hoofdthema het streven naar een dier- en milieuvriendelijker beleid. In Duitsland bestond al sinds 1993 een vergelijkbare partij, de Tierschutzpartei, maar op 30 november 2006 werd Nederland het eerste land ter wereld waarin een partij met dit hoofdthema in het parlement is vertegenwoordigd. De partij heeft zetels in de Tweede Kamer, Eerste Kamer, Europees Parlement, provincies, gemeenten en waterschappen.

## Historie

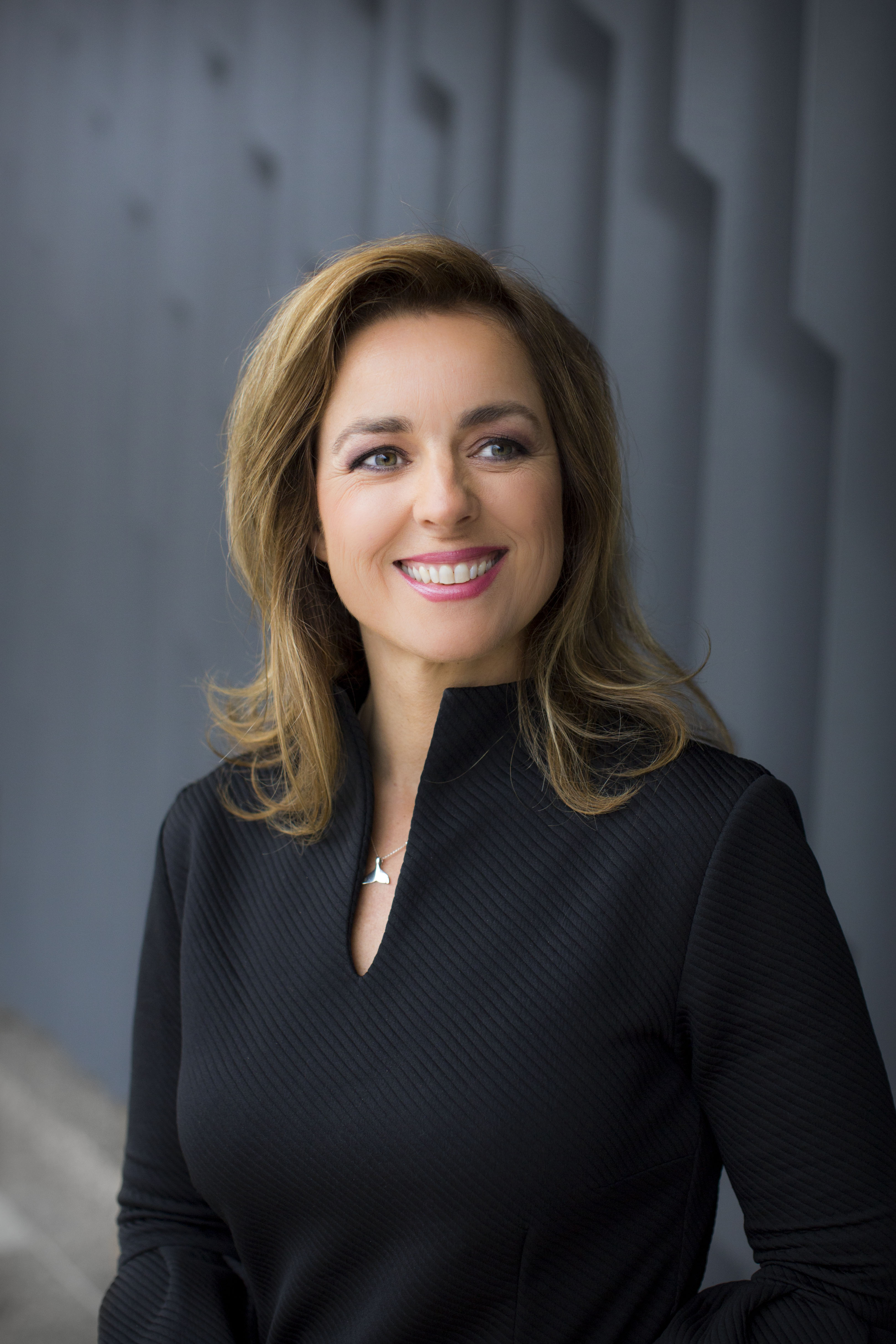
Marianne Thieme, partijleider tot 2019

### 2002–2010: Oorsprong en typering
De Partij voor de Dieren werd direct na de val van het eerste Kabinet-Balkenende op 28 oktober 2002 opgericht uit onvrede over het dieronvriendelijk geachte kabinetsbeleid. Oprichters waren destijds partijleider Marianne Thieme, Ton Dekker en Lieke Keller, die in februari 2007 directeur van het partijbureau werd. De kritiek richtte zich op meer 'diervriendelijke' politieke partijen als GroenLinks, die al jaren te weinig prioriteit zouden geven aan de bewerkstelliging van meer dierenwelzijn en dierenrechten. Zo zouden ze te weinig (vergaande) diervriendelijke maatregelen hebben genomen tijdens de kabinetten-Kok (Paars I en II), toen de 'diervriendelijke' partijen een Kamermeerderheid hadden.
De in 2002 gangbare kritiek op de Partij voor de Dieren was dat het een 'one-issuepartij' is, die op niets anders dan dierenwelzijn was gericht. In het eerste partijprogramma voor de Tweede Kamerverkiezingen van 22 januari 2003 staat dat de PvdD zich op de eerste plaats richt op dierenwelzijn, maar daarnaast ook standpunten heeft die met economie, cultuur, gezondheid en welzijn, verkeer, milieu en onderwijs te maken hadden. De PvdD is van mening dat belangrijke onderwerpen als dierenrechten en dierenwelzijn worden genegeerd door de zittende partijen. Thema's als economie, veiligheid en integratie krijgen nog steeds voorrang boven natuur, milieu en dierenwelzijn. De partij ziet zichzelf als 'aanjager'. De PvdD wil mensen wakker schudden en ze vervolgens concrete handelingsperspectieven bieden voor een betere wereld. De partij stelt noch links noch rechts te zijn en is van mening dat het dierenrechtenthema de traditionele tegenstellingen tussen links en rechts, religieus en atheïstisch overstijgt. In de regel wordt de Partij voor de Dieren echter geplaatst in het linkse politieke landschap, bijvoorbeeld in de multidimensionale weergave van het Nederlandse politieke spectrum.
De Partij voor de Dieren noemt zichzelf een getuigenispartij, die niet zo zeer naar politieke macht streeft, maar probeert de andere partijen te stimuleren voor dierenrechten op te komen. Voormalig fractievoorzitter Thieme heeft met het oog hierop ook wel de term 'expressieve politiek' gebruikt (als tegenhanger van de 'instrumentele politiek' die de meer gevestigde partijen zouden voeren), wat inhoudt dat de PvdD bewustzijn voor diergerelateerde onderwerpen probeert te kweken en niet zozeer via overleg, compromissen enz. tot wetgeving probeert te komen. De Partij voor de Dieren staat dan ook bekend om haar vele Kamervragen en moties, die niet zelden irritatie oproepen bij bewindslieden, collega's en anderen en is zich daarvan bewust.
In 2003 deed de Partij voor de Dieren voor het eerst mee aan de verkiezingen. De partij deed in achttien van de negentien kieskringen mee aan de Tweede Kamerverkiezingen van 2003. In de provincie Overijssel kon niet op de Partij voor de Dieren worden gestemd vanwege een organisatorische fout. De politieke partij werd op het allerlaatste moment, drie maanden voor de verkiezingen, opgericht en kreeg 47.665 stemmen, iets minder dan driekwart van het aantal dat benodigd is voor een Kamerzetel.
Op 30 november 2003 besloot het congres van de PvdD tot deelname van de partij aan de Europese verkiezingen die in juni 2004 werden gehouden. De 3,21 procent die de partij bij deze verkiezingen haalde, was echter niet genoeg voor een zetel. Eind 2005 had de partij 2408 leden. Tijdens de gemeenteraadsverkiezingen van 2006 was de partij niet vertegenwoordigd. Naar eigen zeggen was dat om zich te concentreren op een landelijke doorbraak tijdens de verkiezingen van 2007.
Bij de vervroegde Tweede Kamerverkiezingen van 2006 verwierf de Partij voor de Dieren haar eerste twee zetels in het Parlement. Marianne Thieme kreeg 150.307 voorkeurstemmen, en Esther Ouwehand kreeg er 4.370. De partij had veel lijstduwers op de kandidatenlijst. Dit waren onder anderen Paul Cliteur, Martin Gaus, Maarten 't Hart, Kees van Kooten, Rudy Kousbroek, Georgina Verbaan en Jan Wolkers.
Bij de Provinciale Statenverkiezingen 2007 haalde de Partij voor de Dieren negen zetels in acht provincies en voldoende zetels in de Provinciale Staten om één zetel in de Eerste Kamer te behalen. Niko Koffeman is de eerste senator namens de Partij voor de Dieren.

#### Kwestie rond Pierson
Op 10 maart 2007 maakte NRC Handelsblad bekend dat de belangrijkste financier van de Partij voor de Dieren, Nicolaas Pierson, zijn geld verdient met de verkoop van geïmpregneerde klamboes waarvan de chemicaliën zijn getest op dieren. Ook zou zijn bedrijf samenwerken met het chemieconcern Bayer dat erom bekendstaat dierproeven te doen. Als reactie zei oud-partijvoorzitter Thieme dat Pierson het geld op persoonlijke titel doneerde en dat een bijdrage van zijn bedrijf niet geaccepteerd zou zijn. Ook noemde ze de proeven "een noodzakelijk kwaad."

#### Zevendedagsadventisten
Zowel Marianne Thieme als Eerste Kamerlid Niko Koffeman behoren tot het kerkgenootschap van de zevendedagsadventisten. Hierdoor ontstond in april 2007 kort opschudding. Thieme gaf toen een interview aan De Telegraaf, waarin zij verklaarde dat Adam en Eva vegetariërs waren en pas na de zondeval vlees waren gaan eten. Dat ze door deze uitspraak pleitte voor vegetarisme, maar meer nog voor haar geloof in de schepping, viel niet bij iedereen in goede aarde. Thieme zou volgens oud-lijstduwer Maarten 't Hart eerder al een passage uit het verkiezingsprogramma voor de Europese Verkiezingen geschrapt willen hebben waarin de evolutietheorie als verklaring van het ontstaan van soorten werd gegeven. Naar aanleiding hiervan noemde 't Hart Thieme en Koffeman "bij uitstek ongeschikt om een partij te leiden."
Thieme vond dat de kritiek geen hout sneed. Haar keuze voor de Adventkerk in 2006 hield volgens haar geen verband met het partijprogramma uit 2004. Verder was de uitspraak over Adam en Eva volgens haar een antwoord op de vraag van de Telegraaf, hoe het beschermen van dieren te rijmen viel met de dierenoffers die in de Bijbel worden genoemd. Dat de passage over de evolutietheorie uit het Europese verkiezingsprogramma geschrapt was, zou volgens Thieme mede in overleg gebeurd zijn met de atheïsten die 80% van het bestuur van de Partij van de Dieren uit zouden maken.

#### Nota Dierenwelzijn
Op 27 januari 2008 was Thieme te gast in het tv-programma Buitenhof waarin ze – ter aftrap voor het Kamerdebat – in debat ging met CDA-Kamerlid Henk Jan Ormel. Een dag later, op 28 januari, werd er voor het eerst in de Tweede Kamer gedebatteerd over dierenwelzijn. Thieme drong aan op een actievere houding van minister Gerda Verburg (CDA) van Landbouw en haar ambtenaren, maar hoewel er negen uur voor het debat was vrijgemaakt, werd na zo'n tien uur kanttekeningen maken en vragen stellen het debat geschorst.
De partij nam in 2009 opnieuw deel aan de Europese Parlementsverkiezingen. Naast lijsttrekker Natasja Oerlemans bestond de lijst met name uit leden van de Provinciale Staten, lijstduwers waren de Eerste en Tweede Kamerleden van de partij. De partij haalde net geen zetel.

#### Esther Ouwehand en concept-kieslijst 2010
In april 2010 bleek dat Esther Ouwehand, die naast Marianne Thieme ook voor de Partij voor de Dieren in de Tweede Kamer zit, niet voorkwam op de concept-kieslijst voor de Kamerverkiezingen van 9 juni dat jaar. Er werden naar aanleiding hiervan her en der verwijten geuit over vermeend ondemocratisch gedrag in de partijtop. De werkgroep Zeeland, en later ook Noord-Holland, van de partij kondigde aan geen campagne te zullen voeren zolang Ouwehand van de kieslijst zou worden geweerd. Thieme toonde zich kalm onder de ophef, maar zij noch Ouwehand gaf inhoudelijk commentaar. Na een partijcongres op 25 april 2010 kwam Ouwehand alsnog op nummer 2 van de kieslijst. Over de oorzaak van de aanvankelijke schrapping werden geen mededelingen gedaan.
Bij de Tweede Kamerverkiezingen van 2010 behield de partij haar twee zetels.

### 2011–2022: Verdere groei

#### Vleestaks
Op 3 oktober 2011, een dag voor dierendag, stelde Thieme voor een heffing in te voeren voor het kopen van vlees, zoals in Denemarken belasting bestaat op vet voedsel. Volgens haar vindt twee derde van de Nederlanders vlees een luxeproduct. Bovendien zou door verschillende organisaties zijn beweerd dat het eten van dierlijke producten, met als belangrijkste factor vlees, voor 18% verantwoordelijk is voor klimaatverandering. Daarnaast is voor de productie van vlees en andere dierlijke producten naar verhouding veel meer land en water nodig dan voor plantaardige producten. Toen in 2007 Milieudefensie voorstelde een heffing te innen op niet-duurzaam geproduceerd vlees, werkte Thieme dit plan uit tot deze vleestaks die de btw op vlees moet verhogen van 6 naar 19%.
Uit onderzoek van EenVandaag van mei 2018, bleek 40% van de ondervraagde jongeren tussen de 16 en 34 jaar voorstander te zijn van de vleestaks.
De Universiteit van Oxford berekende in 2018 dat een vleestaks van 20% op rood en bewerkt vlees wereldwijd zo'n 172 miljard dollar zou opleveren en daarmee 70% van de extra uitgaven voor volksgezondheid dekken die de consumptie van deze vleesproducten de samenleving kost. Om de kosten volledig te dekken, zou de belasting verdubbeld moeten worden. Ook zou de belasting de uitstoot van broeikasgassen met meer dan 100 miljoen ton verminderen, voornamelijk door de lagere consumptie van rundvlees. Daarnaast zou het een gunstig effect hebben op het terugdringen van obesitas.

#### Groeiend Verzet
Op 8 december 2011 startte de campagne Groeiend Verzet tegen Nieuwe Natuurwet. Binnen vijf dagen werden 19.000 bomen verkocht die geplant werden als protest tegen plannen voor een nieuwe Natuurwet van kabinet-Rutte I.
Bij de Tweede Kamerverkiezingen van 2012 werden wederom twee zetels behaald. Ditmaal was er sprake van een groei van 45% van het aantal op de Partij voor de Dieren uitgebrachte stemmen in vergelijking met 2010. Ze behaalde nu 1,9% van de stemmen, net te weinig voor een derde zetel.
Bij de Europese Parlementsverkiezingen 2014 behaalde de Partij voor de Dieren 4,2% van de stemmen, ruim voldoende voor een zetel. Voor deze verkiezingen maakte de partij ook weer gebruik van lijstduwers op de kandidatenlijst, zoals Paul Cliteur, Babette van Veen, Jan Siebelink, Ewald Engelen, Redmond O'Hanlon en Guido Weijers.
Bij de Provinciale Staten- en waterschapsverkiezingen van 18 maart 2015 haalde de Partij voor de Dieren vijftien zetels in acht waterschappen en achttien zetels in tien verschillende Provinciale Staten waardoor tijdens de Eerste Kamerverkiezingen van 2015 het aantal zetels van één naar twee verdubbelde. Christine Teunissen werd verkozen als jongste vertegenwoordiger van de Eerste Kamer.
In 2017 vonden er weer de Tweede Kamerverkiezingen plaats. Bij deze verkiezingen behaalde de partij vijf Kamerzetels. Naast Thieme en Ouwehand werden Lammert van Raan, Frank Wassenberg en Femke Merel van Kooten voor de Partij voor de Dieren in de Tweede Kamer gekozen. Femke Merel van Kooten werd tijdens haar zwangerschapsverlof gedurende deze periode vervangen door Eva Akerboom.
Bij de Provinciale Staten- en waterschapsverkiezingen van 20 maart 2019 haalde de partij zeventien zetels in zeven waterschappen, en twintig zetels verspreid over de twaalf provincies. Het was de eerste keer dat de partij in alle provincies deelnam, en waarna de partij ook voor het eerst in alle provincies vertegenwoordigd was. De groei in de Provinciale Staten vertaalde zich na de Eerste Kamerverkiezingen van 27 mei 2019 ook in een groei van twee naar drie zetels in de Eerste Kamer.

#### Afsplitsing Van Kooten
Op 16 juli 2019 verliet Femke Merel van Kooten-Arissen de fractie en ging verder als onafhankelijk Kamerlid Lid Van Kooten-Arissen. Als reden gaf zij, dat er binnen de PvdD sprake was van een versmalling van het aantal onderwerpen in plaats van een verbreding. Aanleiding bleek een artikel in het Reformatorisch Dagblad van mei 2018 waarmee Thieme haar portefeuille raakte: "Mensendingen waren voor mensenpartijen. Waarom Kamervragen over futiele mensendingen?". Van Kooten was woordvoerder over onder meer volksgezondheid, justitie en emancipatie. De Partij voor de Dieren royeerde haar vervolgens dezelfde dag nog als lid, vanwege haar zogeheten zetelroof.

#### Kamerafscheid Marianne Thieme
Op 8 oktober 2019 verliet Marianne Thieme na zeventien jaar de Tweede Kamer, waarna Esther Ouwehand het leiderschap overnam. Eva van Esch nam op 9 oktober zitting in de Tweede Kamer, na vijf jaar in de gemeenteraad van Utrecht zitting te hebben gehad. Op 1 januari 2022 werd Thieme aangesteld als directeur van het wetenschappelijk bureau van de Partij voor de Dieren, de Nicolaas G. Pierson Foundation.

#### Ontslag partijvoorzitter
Op 15 oktober 2019 ontsloeg het bestuur partijvoorzitter Sebastiaan Wolswinkel door hem te royeren als lid, wegens het stelselmatig naast zich neerleggen van bestuursbesluiten. Omdat de PvdD een vereniging is, met door leden gekozen bestuur en voorzitter, riep dit vragen op over de rechtmatigheid. Wolswinkel tekende bezwaar aan tegen het royement; een commissie van beroep oordeelde dat hij terecht geroyeerd is, het bestuur de procedures juist heeft toegepast en er ook geen terechte inhoudelijke bezwaren tegen het royement waren aangevoerd. Een grote meerderheid van de leden schaarde zich tijdens een congres achter het bestuur, en oordeelde dat het ontslag van de voorzitter terecht was.

#### Electorale winst 2021 en 2022
Bij de Tweede Kamerverkiezingen van 2021 haalde de partij 3,84% van de stemmen, wat resulteerde in zes zetels. Naast de al zittende Kamerleden, werden nu ook Christine Teunissen en Leonie Vestering lid van de Tweede Kamer. Bij de gemeenteraadsverkiezingen van 2022 verdubbelde de Partij voor de Dieren bijna haar gemeenteraadszetels door te groeien van 33 naar 63 zetels. Daarmee zetelt de PvdD nu in 29 gemeenten, twaalf meer dan de verkiezingen in 2018. Deze electorale winst vertaalde zich in de eerste coalitiedeelnames in vier gemeentes: Arnhem, Groningen, Amersfoort en Almere.

### 2023–heden: (Interne) onrust

#### Tweede Kamerverkiezingen 2023
In aanloop naar de Tweede Kamerverkiezingen van 2023 belandde partijleider en lijsttrekker Ouwehand in een conflict met het partijbestuur over de koers van de partij, waarna dat bestuur Ouwehand als lijsttrekker aan de kant zette wegens integriteitsmeldingen. Daarop schakelde zij hulp van een advocaat in, waarop het bestuur aftrad. Ouwehand trad tijdelijk terug als partijleider en legde haar lijsttrekkerstaken neer, ondanks grote steun van de partijleden. Toen twee weken later het nieuwe bestuur concludeerde dat de integriteitsmeldingen ongegrond waren, pakte Ouwehand haar taken weer op.
Bij deze verkiezingen daalde voor het eerst het aantal zetels, de partij ging van zes naar drie zetels.

#### Afsplitsing wegens standpunt herbewapening
In augustus 2025 maakten drie prominente oud-leden van de PvdD bekend met een nieuwe partij te willen deelnemen aan de Tweede Kamerverkiezingen 2025. Zij richtten de partij Vrede voor Dieren op, door sommige media beschouwd als afsplitsing van de PvdD. Breekpunt voor deze oud-leden is het gewijzigde standpunt van de PvdD-Kamerfractie over (her)bewapening. In het vorige verkiezingsprogramma (2023) was de PvdD nog tegen herbewapenen. In juni 2025 zei fractievoorzitter Esther Ouwehand in de Kamer dat de "tijden zodanig veranderd zijn dat het nu helaas wel nodig is om te investeren in defensie. Zonder een vrije rechtsstaat kun je ook niet strijden voor klimaat en natuur". Dit standpunt werd door een meerderheid van de leden gedeeld. De afsplitsers zeggen echter: "Dieren kunnen niet demonstreren of opinieartikelen schrijven. Wij moeten voor hen opkomen. En als je opkomt voor dieren en milieu kun je niet anders dan tegen herbewapening zijn. Er is dringend behoefte aan een partij die exclusief voor dieren opkomt en zich niet laat afleiden door geopolitieke vraagstukken".

## Organisatie
De Partij voor de Dieren is een vereniging met leden, donateurs en een bestuur. Doorgaans vindt er tweemaal per jaar een congres voor de leden plaats. De congressen zijn toegankelijk voor de pers.

##### Partijvoorzitter
De zevende partijvoorzitter sinds de oprichting is sinds maart 2024 Zwanny Naber.

### Afdelingen
De Partij voor de Dieren is regionaal actief met acht afdelingen en vier provinciale werkgroepen. Onder een afdeling kunnen meerdere werkgroepen bestaan, zoals bij de afdeling Zuid-Holland bijvoorbeeld het geval is. In een afdeling of werkgroep komen actieve leden regelmatig bijeen om de partij op lokaal niveau vorm te geven. Zij ondersteunen het partijbureau bij landelijke activiteiten zoals campagne voeren, maar houden ook de lokale actualiteit in de gaten en ondernemen actie indien nodig. Werkgroepen komen ongeveer één keer per maand bijeen. Iedere werkgroep heeft een eigen coördinator die ook contactpersoon is voor het partijbureau dat gevestigd is in Amsterdam.
Aanvankelijk diende ieder nieuw lid van de partij een ballotage te doorlopen, waarin hij diende te verklaren dat hij niet jaagt, zich niet bezighoudt met hengelsport en niet werkzaam is in de intensieve veeteelt of de pelsdierenfokkerij. Later heeft de partij besloten dat aspirant-leden ook zonder ballotage lid konden worden.

### Jongerenbeweging
De jongerenorganisatie van de Partij voor de Dieren heet PINK! Op 12 september 2006 werd deze jongerenbeweging gelanceerd met een landelijke abripostercampagne op stations van de Nederlandse Spoorwegen.

### Wetenschappelijk bureau
De Nicolaas G. Pierson Foundation (afgekort NGPF) is het wetenschappelijk bureau van de Partij voor de Dieren. Het doel van NGPF is het verrichten van wetenschappelijk onderzoek en het verbreden van kennis en bewustzijn over vraagstukken van maatschappelijk belang, in het bijzonder met betrekking tot de kernthema’s van dierenwelzijn, dierenrechten, duurzaamheid en natuur. De NGPF richt zich op het analyseren en presenteren van alternatieven die kunnen bijdragen aan de totstandbrenging van een aangenamere, diervriendelijker en duurzamere samenleving. De NGPF is onder meer bekend van de documentaires Meat the Truth over de klimaateffecten van vleesconsumptie en Sea the Truth over de vernietiging van het leven op zee.

### Internationaal
De PvdD heeft in 2012 een neveninstelling opgericht voor de verdere internationalisering van de partij. Dit is de Animal Politics Foundation (afgekort APF). Er is een internationale site en er worden internationale conferenties georganiseerd, zoals in 2013 in Istanboel, 2014 in Belgrado en 2015 in Tirana. In 2017 werd de Belgische tak, DierAnimal, opgericht.
De PvdD maakte deel uit van het samenwerkingsverband 'Euro Animal 7' van dierenbeschermingspartijen uit zeven EU-lidstaten. Dit samenwerkingsverband is in aanloop naar de Europese Parlementsverkiezingen van 2019 tot elf partijen uitgebreid, onder de noemer 'Animal Politics EU'.

### Leden
Vanwege een beveiligingsprobleem met de MediaWiki Graph-software is het momenteel niet mogelijk deze grafiek weer te geven. Zodra de software is bijgewerkt zal de grafiek vanzelf weer zichtbaar worden.
| Jaar | Aantal leden | Jaar | Aantal leden | Jaar | Aantal leden |
| ---- | ------------ | ---- | ------------ | ---- | ------------ |
| 2005 | 1.799        | 2015 | 12.019       | 2025 | 31.648       |
| 2006 | 2.408        | 2016 | 12.131       |      |              |
| 2007 | 6.370        | 2017 | 12.866       |      |              |
| 2008 | 6.972        | 2018 | 16.156       |      |              |
| 2009 | 8.012        | 2019 | 17.043       |      |              |
| 2010 | 10.310       | 2020 | 18.344       |      |              |
| 2011 | 11.610       | 2021 | 19.173       |      |              |
| 2012 | 12.250       | 2022 | 23.811       |      |              |
| 2013 | 12.519       | 2023 | 24.848       |      |              |
| 2014 | 12.254       | 2024 | 30.333       |      |              |

## Ideologie
Het hoofddoel van de PvdD is om het leven van dieren en de staat van de natuur te verbeteren. Ze ziet economische groei meer als een probleem dan als een oplossing, en ziet het constante verlangen naar meer economische groei als een van de oorzaken voor het huidige dierenleed en voor de slechte staat waar de natuur in verkeert. Ze wil dat dierenrechten in de grondwet komen te staan.
De partij heeft anno 2023 haar kijk verbreed en is zich ook gaan richten op andere zaken dan dierenrechten, zoals duurzaamheid, gezondheidszorg en wonen. Ook wil de partij een kortere werkweek en een basisinkomen.

### Standpunten
Een greep uit de standpunten uit haar eigen website:
- Einde aan huidige vorm dierentuin
- Strengere welzijnseisen dieren op kinderboerderij
- Uitbreiding verbod wilde dieren in circus
- Verkoop van dieren sterk beperken
- Aanpak bijtincidenten honden begint bij fokker en eigenaar
- Afschaffen honden- en kattenbelasting
- Lage BTW voor biologische diervoeding
- Strenge regels voor het houden van paarden
- Samenwerking om dierenmishandeling in het buitenland aan te pakken
- Verbod jacht bedreigde dieren buitenland
- Dierenrechten in de grondwet
- Einde aan dierproeven
- Einde aan bio-industrie / vee-industrie
- Einde misstanden pluimveehouderij
- Duurzame / biologische landbouw stimuleren
- Verbod genetisch manipuleren van planten
- Strenge regels voor keurmerken
- Verbod op bestrijdingsmiddelen om bijensterfte tegen te gaan
- Bescherming Nederlands-Caribische natuur
- Natuur- en milieueffecten veehouderij toetsen
- Aanpak illegale bomenkap
- Stedelijke vergroening
- Uitbreiding speelnatuur
- Energieneutraal en aardgasvrij wonen
- Sluiting kerncentrales
- Stoppen met subsidie op biomassa
- Statiegeld op blikjes en flesjes
- Daadkrachtig en eerlijk Klimaatakkoord
- Plasticsoep tegengaan
- Strengere normen luchtkwaliteit
- Zuinig met grondstoffen omgaan
- Krimp luchtvaart
- Vliegtaks
- Cultuurlandschappen bevorderen
- 100% biologische voeding in schoolkantines
- Aanpak voedselverspilling
- Duurzaam onderwijs op basis- en middelbare school
- Einde bezuinigingen op de gezondheidszorg
- Zelfbeschikkingsrecht euthanasie en abortus
- Einde kraakverbod
- Studenten leenstelsel afschaffen en terugkomst basisbeurs
- Aanpak belastingontduiking
- Circulaire economie
- Boetevrij aflossen hypotheken
- Leidende rol overheid bij tegengaan schaarste van grondstoffen
- Milieueffecten meenemen in belasting- en investeringsverdragen
- Nieuw systeem geldcreatie onderzoeken
- Stimuleren pilots basisinkomen
- Meer zekerheid voor ZZP'ers
- Einde uitkeren van bonussen door banken
- Flexibele AOW-leeftijd
- Meer directe democratie zoals referenda
- Vrijheid van meningsuiting
- Wapenhandel aan banden leggen

## Volksvertegenwoordiging

### Tweede Kamer
| Verkiezingsjaar | Lijsttrekker    | Kandidatenlijst | Aantal stemmen | % van de stemmers | Aantal behaalde zetels |
| --------------- | --------------- | --------------- | -------------- | ----------------- | ---------------------- |
| 2003            | Marianne Thieme | Kandidatenlijst | 47.754         | 0,49%             | 0 / 150                |
| 2006            | Marianne Thieme | Kandidatenlijst | 179.988        | 1,83%             | 2 / 150                |
| 2010            | Marianne Thieme | Kandidatenlijst | 122.317        | 1,30%             | 2 / 150                |
| 2012            | Marianne Thieme | Kandidatenlijst | 182.162        | 1,93%             | 2 / 150                |
| 2017            | Marianne Thieme | Kandidatenlijst | 335.214        | 3,19%             | 5 / 150                |
| 2021            | Esther Ouwehand | Kandidatenlijst | 399.750        | 3,84%             | 6 / 150                |
| 2023            | Esther Ouwehand | Kandidatenlijst | 235.148        | 2,25%             | 3 / 150                |

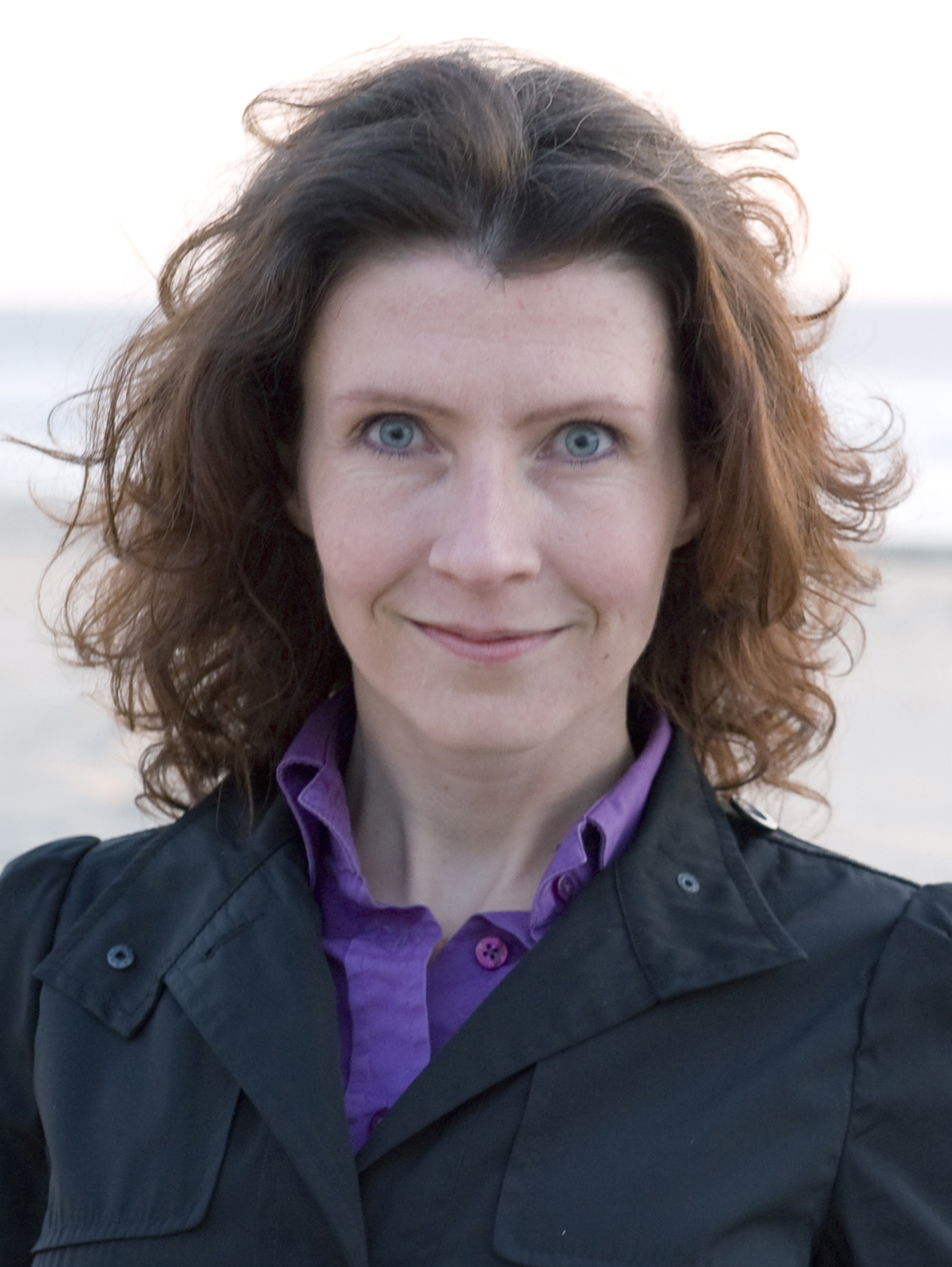
Esther Ouwehand, fractievoorzitter Tweede Kamer sinds 2019

De Partij voor de Dieren heeft tot op heden geen deel uitgemaakt van enig kabinet.

### Eerste Kamer

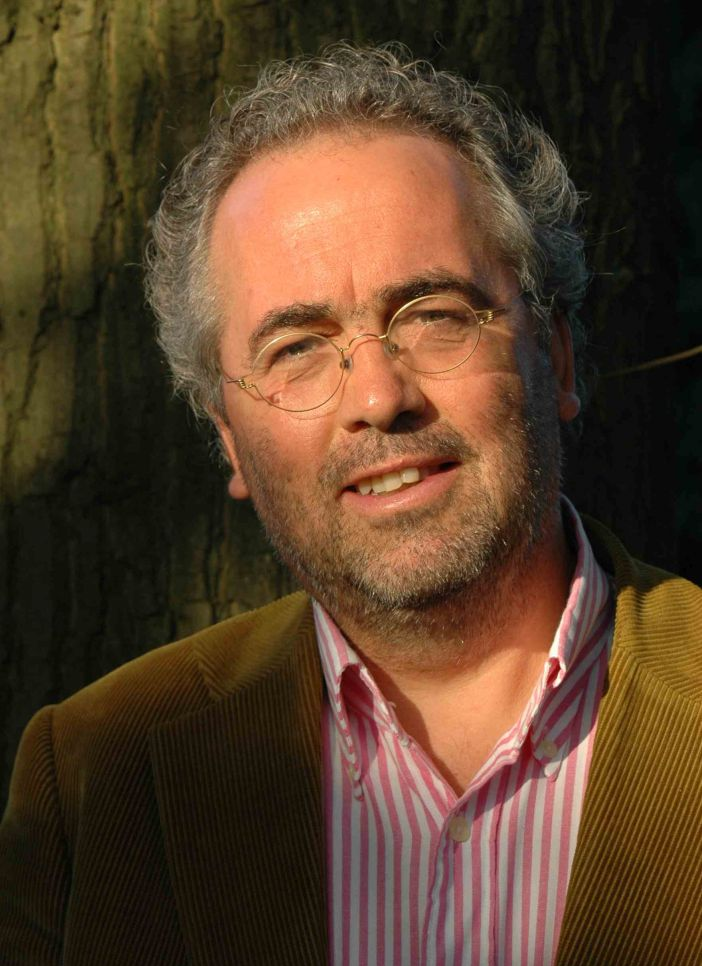
Niko Koffeman, fractievoorzitter Eerste Kamer sinds 2007

| Verkiezingsjaar | Lijsttrekker  | Kandidatenlijst | Aantal stemmen | % van de stemmen | Aantal behaalde zetels |
| --------------- | ------------- | --------------- | -------------- | ---------------- | ---------------------- |
| 2007            | Niko Koffeman | Kandidatenlijst | 3.366          | 2,06%            | 1 / 75                 |
| 2011            | Niko Koffeman | Kandidatenlijst | 2.177          | 1,31%            | 1 / 75                 |
| 2015            | Niko Koffeman | Kandidatenlijst | 6.073          | 3,59%            | 2 / 75                 |
| 2019            | Niko Koffeman | Kandidatenlijst | 6.550          | 3,78%            | 3 / 75                 |
| 2023            | Niko Koffeman | Kandidatenlijst | 8.560          | 4,78%            | 3 / 75                 |

### Europees Parlement

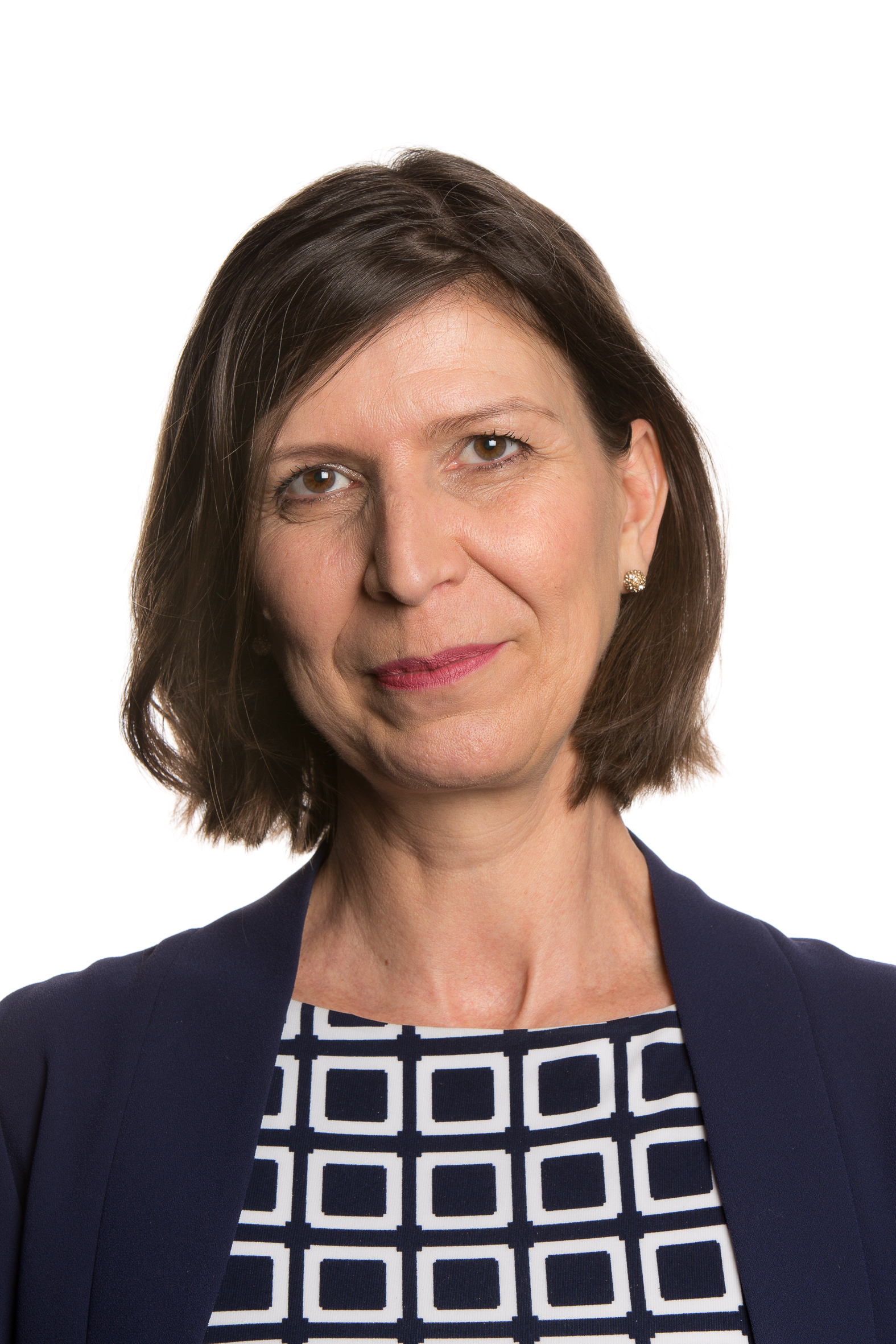
Anja Hazekamp, Europarlementariër sinds 2014

| Verkiezingsjaar | Lijsttrekker      | Kandidatenlijst | Aantal stemmen | % van de stemmers | Aantal behaalde zetels |
| --------------- | ----------------- | --------------- | -------------- | ----------------- | ---------------------- |
| 2004            | Marianne Thieme   | Kandidatenlijst | 153.432        | 3,21%             | 0 / 27                 |
| 2009            | Natasja Oerlemans | Kandidatenlijst | 157.735        | 3,46%             | 0 / 25 - 0 / 26        |
| 2014            | Anja Hazekamp     | Kandidatenlijst | 200.254        | 4,21%             | 1 / 26                 |
| 2019            | Anja Hazekamp     | Kandidatenlijst | 220.938        | 4,02%             | 1 / 26 - 1 / 29        |
| 2024            | Anja Hazekamp     | Kandidatenlijst | 281.600        | 4,52%             | 1 / 31                 |

| Naam          | Begindatum  | Einddatum |
| ------------- | ----------- | --------- |
| Anja Hazekamp | 1 juli 2014 |           |

### Provincies
| Provincie     | Zetels 2007 | Zetels 2011 | Zetels 2015 | Zetels 2019 | Zetels 2023 |
| ------------- | ----------- | ----------- | ----------- | ----------- | ----------- |
| Groningen     | 1 van 43    | 1 van 43    | 2 van 43    | 1 van 43    | 2 van 43    |
| Friesland     | 0 van 43    | 0 van 43    | 1 van 43    | 1 van 43    | 1 van 43    |
| Drenthe       | 0 van 41    | 0 van 41    | -           | 1 van 41    | 2 van 43    |
| Overijssel    | 0 van 47    | 0 van 47    | 1 van 47    | 1 van 47    | 1 van 47    |
| Flevoland     | 1 van 39    | 1 van 39    | 2 van 41    | 2 van 41    | 2 van 41    |
| Gelderland    | 1 van 53    | 1 van 55    | 2 van 55    | 2 van 55    | 2 van 55    |
| Utrecht       | 1 van 47    | 1 van 47    | 2 van 49    | 2 van 49    | 3 van 49    |
| Noord-Holland | 2 van 55    | 1 van 55    | 3 van 55    | 3 van 55    | 4 van 55    |
| Zuid-Holland  | 1 van 55    | 1 van 55    | 2 van 55    | 2 van 55    | 3 van 55    |
| Zeeland       | -           | -           | -           | 1 van 39    | 1 van 39    |
| Noord-Brabant | 1 van 55    | 1 van 55    | 2 van 55    | 2 van 55    | 2 van 55    |
| Limburg       | 1 van 47    | 0 van 47    | 1 van 47    | 2 van 47    | 2 van 47    |
| Nederland     | 9 van 564   | 7 van 566   | 18 van 570  | 20 van 570  | 25 van 572  |

Een "-" in de tabel betekent dat de partij geen kandidatenlijst had ingediend.

### Gemeenten
| Gemeente            | Zetels 2010 | Zetels 2014 | Zetels 2018 | Zetels 2022 |
| ------------------- | ----------- | ----------- | ----------- | ----------- |
| Alkmaar             | -           | -           | 2           | 2           |
| Almere              | -           | -           | 3           | 3           |
| Amersfoort          | -           | -           | -           | 2           |
| Amsterdam           | 1           | 1           | 3           | 3           |
| Apeldoorn           | 1           | 1           | 2           | 2           |
| Arnhem              | -           | 1           | 2           | 3           |
| Breda               | -           | -           | -           | 2           |
| Buren               | 1           | 1           | 2           | 1           |
| Culemborg           | -           | -           | -           | 1           |
| Den Haag            | 1           | 1           | 2           | 3           |
| Den Bosch           | -           | -           | -           | 1           |
| Dordrecht           | -           | -           | -           | 2           |
| Eindhoven           | -           | -           | -           | 2           |
| Enschede            | -           | -           | -           | 1           |
| Gouda               | -           | 1           | 1           | 2           |
| Groningen           | 1           | 1           | 3           | 4           |
| Haarlem             | -           | -           | -           | 2           |
| Heerlen             | -           | -           | 2           | 1           |
| Leeuwarden          | -           | -           | 1**         | -           |
| Leiden              | 1           | 1           | 3           | 4           |
| Maastricht          | -           | -           | -           | 2           |
| Nijmegen            | -           | -           | 2           | 4           |
| Pijnacker-Nootdorp  | -           | 1           | 2           | 1           |
| Rotterdam           | -           | 1           | 1           | 2           |
| Tilburg             | -           | -           | -           | 2           |
| Utrecht             | -           | 1           | 2           | 3           |
| Utrechtse Heuvelrug | -           | -           | -           | 2           |
| Vlagtwedde          | -           | 1           | n.v.t.      | n.v.t.      |
| Westerwolde         | n.v.t.      | n.v.t.      | 1**         | -           |
| Zaanstad            | -           | -           | 1           | 2           |
| Zutphen             | -           | -           | -           | 2           |
| Zwolle              | -           | -           | -           | 2           |
| Nederland           | 6           | 12          | 35          | 63          |

Een "-" in de tabel betekent dat de partij geen kandidatenlijst had ingediend.
** De zetels in Leeuwarden en Westerwolde zijn behaald tijdens de gemeentelijke herindelingsverkiezingen in Nederland 2017.

### Waterschappen
| Waterschap                                           | Zetels 2008 | Zetels 2015 | Zetels 2019 | Zetels 2023 |
| ---------------------------------------------------- | ----------- | ----------- | ----------- | ----------- |
| Aa en Maas                                           | -           | -           | -           | 2           |
| Brabantse Delta                                      | -           | -           | 2           | 2           |
| De Dommel                                            | -           | -           | -           | 3           |
| Drents Overijsselse Delta                            | -           | -           | -           | 2           |
| Hollandse Delta                                      | -           | -           | -           | 2           |
| Hoogheemraadschap De Stichtse Rijnlanden             | 1           | 3           | 3           | 4           |
| Hoogheemraadschap Hollands Noorderkwartier           | -           | -           | -           | 2           |
| Hoogheemraadschap van Delfland                       | 2           | 2           | 3           | 3           |
| Hoogheemraadschap van Rijnland                       | 1           | 2           | 2           | 3           |
| Hoogheemraadschap van Schieland en de Krimpenerwaard | -           | -           | -           | 3           |
| Scheldestromen                                       | -           | -           | -           | 1           |
| Vallei en Veluwe                                     | -           | -           | -           | 1           |
| Waterschap Amstel, Gooi en Vecht                     | 2           | 3           | 4           | 4           |
| Waterschap Hunze en Aa's                             | 1           | 2           | -           | -           |
| Waterschap Limburg                                   | -           | -           | -           | 2           |
| Waterschap Noorderzijlvest                           | 0           | 1           | -           | -           |
| Waterschap Rivierenland                              | 0           | 1           | 2           | 2           |
| Waterschap Zuiderzeeland                             | 1           | 0           | -           | -           |
| Wetterskip Fryslân                                   | 0           | 1           | 1           | 1           |
| Totaal                                               | 8 van 502   | 15 van 444  | 17 van 442  | 37 van 518  |

Een "-" in de tabel betekent dat de partij geen kandidatenlijst had ingediend.